# بخش ادن (شهرستان سنکا، اوهایو)
بخش ادن (به انگلیسی: Eden Township) یک منطقهٔ مسکونی در ایالات متحده آمریکا است که در شهرستان سنکا، اوهایو واقع شده‌است.
 بخش ادن ۹۴٫۲ کیلومتر مربع مساحت و ۲٬۱۸۸ نفر جمعیت دارد و ۲۶۵ متر بالاتر از سطح دریا واقع شده‌است.